# Ronde van Frankrijk 2022/Achtste etappe
De achtste etappe van de Ronde van Frankrijk 2022 werd verreden op 9 juli met start in Dole en finish in Lausanne. Het betrof een heuveletappe over 184 kilometer.

## Koersverloop
Met een lastige finale in het vooruitzicht was het een simpele etappe; er ontstond een kopgroep met Mattia Cattaneo, Fred Wright en Frederik Frison en daarachter werd gecontroleerd door de ploegen van favorieten Wout van Aert en Michael Matthews. De kopgroep kreeg hierdoor nauwelijks een voorsprong van boven de twee minuten. Frison moest de andere twee laten gaan toen na een paar klimmetjes Cattaneo het tempo opvoerde. 
Wright en Cattaneo wisten echter dat met de lastige finale in Lausanne zij zouden worden teruggepakt. De slotklim was te zwaar voor veel sprinters, waardoor er met een kleine groep gesprint werd om de etappe. Van Aert was duidelijk de snelste voor Matthews en geletruidrager Tadej Pogačar, die vier bonificatieseconden pakt op Jonas Vingegaard. 

## Uitslag
| Dole – Lausanne (184 km) |                   |                         |          |
| Plaats                   | Naam              | Ploeg                   | Tijd     |
| 1                        | Wout van Aert     | Team Jumbo-Visma        | 4u13'06" |
| 2                        | Michael Matthews  | Team BikeExchange Jayco | z.t.     |
| 3                        | Tadej Pogačar     | UAE Team Emirates       | z.t.     |
| 4                        | Andreas Kron      | Lotto Soudal            | z.t.     |
| 5                        | Alberto Bettiol   | EF Education-EasyPost   | z.t.     |
| 6                        | Aleksandr Vlasov  | BORA-hansgrohe          | z.t.     |
| 7                        | Benjamin Thomas   | Cofidis                 | z.t.     |
| 8                        | Jonas Vingegaard  | Team Jumbo-Visma        | z.t.     |
| 9                        | Bob Jungels       | AG2R-Citroën            | z.t.     |
| 10                       | Tom Pidcock       | INEOS Grenadiers        | z.t.     |
|                          |                   |                         |          |
| 46                       | Steven Kruijswijk | Team Jumbo-Visma        | + 2'05"  |

| Algemeen klassement |                   |                       |           |
| Plaats              | Naam              | Ploeg                 | Tijd      |
| Gele trui           | Tadej Pogačar     | UAE Team Emirates     | 28u56'16" |
| 2                   | Jonas Vingegaard  | Team Jumbo-Visma      | + 39"     |
| 3                   | Geraint Thomas    | INEOS Grenadiers      | + 1'14"   |
| 4                   | Adam Yates        | INEOS Grenadiers      | + 1'22"   |
| 5                   | David Gaudu       | Groupama-FDJ          | + 1'35"   |
| 6                   | Romain Bardet     | Team DSM              | + 1'36"   |
| 7                   | Tom Pidcock       | INEOS Grenadiers      | + 1'39"   |
| 8                   | Neilson Powless   | EF Education-EasyPost | + 1'41"   |
| 9                   | Enric Mas         | Movistar Team         | + 1'47"   |
| 10                  | Daniel Martínez   | INEOS Grenadiers      | + 1'59"   |
|                     |                   |                       |           |
| 29                  | Dylan Teuns       | Bahrain-Victorious    | + 7'50"   |
| 32                  | Steven Kruijswijk | Team Jumbo-Visma      | + 9'34"   |

## Opgaves
- Geoffrey Bouchard (AG2R-Citroën): Niet gestart vanwege een positieve coronabesmetting
- Gianni Moscon (Astana Qazaqstan): Afgestapt tijdens de etappe vanwege knieklachten
- Vegard Stake Laengen (UAE Team Emirates): Niet gestart vanwege een positieve coronabesmetting
- Kevin Vermaerke (Team DSM): Afgestapt tijdens de etappe na een valpartij

1e etappe ·
2e etappe ·
3e etappe ·
4e etappe ·
5e etappe ·
6e etappe ·
7e etappe ·
8e etappe ·
9e etappe ·
10e etappe ·
11e etappe ·
12e etappe ·
13e etappe ·
14e etappe ·
15e etappe ·
16e etappe ·
17e etappe ·
18e etappe ·
19e etappe ·
20e etappe ·
21e etappe
Startlijst · Eindstanden · Afbeeldingen